# Green Lakes Mountain
Der Green Lakes Mountain ist ein Berg im Grand-Teton-Nationalpark im Westen des US-Bundesstaates Wyoming. Er hat eine Höhe von 3130 m und ist Teil der Teton Range in den Rocky Mountains. Er erhebt sich am westlichen Ende des Moran Canyon, ca. 10 km westlich des Jackson Lake und liegt auf der Grenze des Grand-Teton-Nationalparks zur Jedediah Smith Wilderness des Caribou-Targhee National Forest. Der Dry Ridge Mountain erhebt sich rund 1,6 km nördlich, der Peak 10484 rund 1,5 km südlich und der Window Peak wenige Kilometer östlich.

## Belege
1. ↑  Geonames: Green Lakes Mountain. Abgerufen am 27. Juli 2021.
2. ↑  Peakbagger: Green Lakes Mountain. Abgerufen am 27. Juli 2021.
3. ↑  Naturalatlas: Green Lakes Mountain. Abgerufen am 27. Juli 2021 (englisch).